# Errno.h
errno.h é um arquivo cabeçalho da biblioteca padrão da linguagem de programação C que fornece macros para identificar e relatar erros de execução através de códigos de erro.
Os erros podem ser obtidos através da macro errno que fornece um número inteiro positivo contendo o último código de erro fornecido por alguma função ou biblioteca que faz uso do errno. Há definições para nomes simbólicos que facilitam o reconhecimento dos erros.
Por exemplo, a função sqrt altera o valor de errno para o valor simbolizado por EDOM caso o argumento seja um número negativo e a função unlink altera o valor de errno para o valor simbolizado por EROFS caso o arquivo fornecido como argumento esteja em um sistema de arquivos que permite apenas leitura.
Duas funções que usualmente acompanham o uso da macro errno são perror definida em stdio.h para impressão da mensagem associada ao erro na saída padrão de erro e strerror definida em string.h que fornece a string de caracteres com a mensagem de erro.